# 團宏明
團 宏明（だん ひろあき、1947年10月14日 - ）は、日本の郵政官僚。総務省郵政事業庁長官、日本郵政公社副総裁、日本郵政株式会社代表執行役副社長、郵便事業株式会社代表取締役社長、公益財団法人日本棋院理事長などを歴任。長崎県佐世保市出身。

## 略歴
- 1966年：長崎県立佐世保北高等学校卒業
- 1969年（昭和44年）：国家公務員採用上級甲種試験（法律）合格
- 1970年（昭和45年）
  - 3月：東京大学法学部卒業
  - 4月：郵政省入省
- 1974年：大村郵便局郵便課長
- 1975年：大臣官房文書課審議室主査
- 1976年：東北郵政局郵務部集配課長
- 1977年：東北郵政局人事部管理課長
- 1978年：人事局管理課課長補佐
- 1981年：大臣官房秘書課課長補佐(大臣秘書官事務取扱)
- 1982年：郵政大臣官房文書課課長補佐
- 1984年（昭和59年）7月10日：近畿郵政局人事部長
- 1986年（昭和61年）7月10日：郵政省貯金局経営企画課経営調査室長
- 1987年（昭和62年）6月19日：郵政省放送行政局業務課長
- 1989年（平成元年）6月30日：郵政省放送行政局衛星放送課長
- 1991年（平成3年）6月11日：郵政省電気通信局電気通信事業部事業政策課長
- 1992年（平成4年）6月30日：郵政大臣官房国際部国際政策課長
- 1993年（平成5年）7月1日：郵政大臣官房秘書課長
- 1995年（平成7年）6月21日：郵政大臣官房総務課長
- 1996年（平成8年）7月1日：郵政省電気通信局電気通信事業部長
- 1999年（平成11年）7月6日：郵政省貯金局長
- 2000年（平成12年）6月27日：郵政大臣官房長
- 2001年（平成13年）1月6日：総務省大臣官房長
- 2002年（平成14年）1月8日：総務省郵政企画管理局長
- 2003年（平成15年）1月17日：郵政事業庁長官
- 2003年（平成15年）4月：日本郵政公社副総裁
- 2006年（平成18年）1月：日本郵政株式会社代表取締役（兼職）
- 2006年（平成18年）6月：日本郵政株式会社代表取締役副社長（兼職）
- 2007年（平成19年）10月：郵便事業株式会社代表取締役社長
- 2009年（平成21年）1月：日本郵政株式会社代表執行役副社長（兼職）
- 2009年（平成21年）11月：郵便事業株式会社代表取締役社長、日本郵政株式会社代表執行役副社長を退任
- 2011年（平成23年）7月1日：株式会社情報通信総合研究所特別顧問・理事長[3]
- 2013年（平成25年）6月30日：株式会社情報通信総合研究所特別顧問・理事長　退任
- 2013年（平成25年）6月：公益財団法人　通信文化協会理事長
- 2015年（平成27年）6月：公益財団法人日本棋院副理事長
- 2016年（平成28年）6月28日：公益財団法人日本棋院理事長[4][5]
- 2017年（平成29年）11月：瑞宝重光章受章
- 2019年（平成31年）3月31日：公益財団法人日本棋院理事長 辞任[6]。